# 利耶
利耶（法語：Liez，法語發音：[lje]）是法国上法蘭西大區埃纳省的一个市镇，属于拉昂区。

## 地理
利耶（49°41'27"N, 3°17'27"E）面积5.45 平方千米，位于法国上法蘭西大區埃纳省，该省份为法国北部内陆省份，北起北部省，西接索姆省和瓦兹省，东临阿登省和马恩省，西南至塞纳-马恩省，东北部与比利时接壤。
与利耶接壤的市镇（或旧市镇、城区）包括：梅内西、勒米尼、泰爾尼耶、特拉沃西。

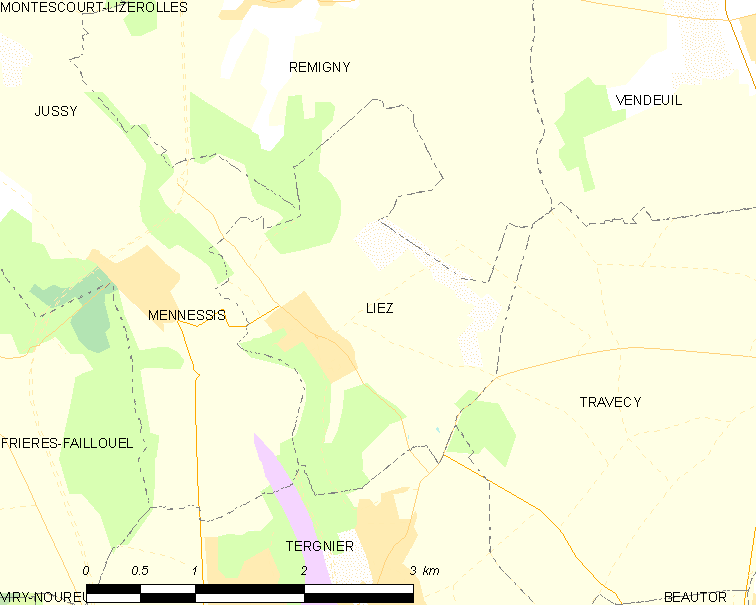
利耶的OSM定位图

利耶的时区为UTC+01:00、UTC+02:00（夏令时）。

## 行政
利耶的邮政编码为02700，INSEE市镇编码为02431。

## 政治
利耶所属的省级选区为泰爾尼耶縣。

## 人口

1962-2008年间利耶人口变化图示

利耶于2022年1月1日时的人口数量为383人。